# Lithiumdisilicat
Lithiumdisilicat (Li2Si2O5) ist eine chemische Verbindung, die als Glas-Keramik klassifiziert wird. Es wird aufgrund seiner Festigkeit, Bearbeitbarkeit und Transluzenz häufig als zahnärztliche Keramik verwendet.

## Verwendung
Lithiumdisilicat hat in der Zahnmedizin Anwendung als zahnärztliches Keramikmaterial für Zahnrestaurationen wie Kronen, Brücken und Verblendschalen gefunden. Lithiumdisilicat weist eine ungewöhnliche Mikrostruktur auf, die aus vielen zufällig orientierten, kleinen und ineinandergreifenden, plattigen nadelartigen Kristallen besteht. Diese Struktur bewirkt, dass Risse abgelenkt, abgestumpft und/oder verzweigt werden, was das Wachstum von Rissen verhindert. Lithiumdisilicat hat eine biaxiale Biegefestigkeit im Bereich von 360 MPa bis 400 MPa; zum Vergleich liegt dieser Wert für Zirkoniumdioxid bei ungefähr 1200 MPa und für Leuzit-Glaskeramik bei etwa 150 bis 160 MPa. Es kann so hergestellt werden, dass es in seinem Aussehen sehr nah an natürlichen menschlichen Zähnen ist.
Lithiumdisilicat wird auch als nicht leitende Dichtung, Emaille oder Durchführungsisolator in Nickel-Superlegierungen oder Edelstahl verwendet, da es eine hohe thermische Ausdehnung aufweist.

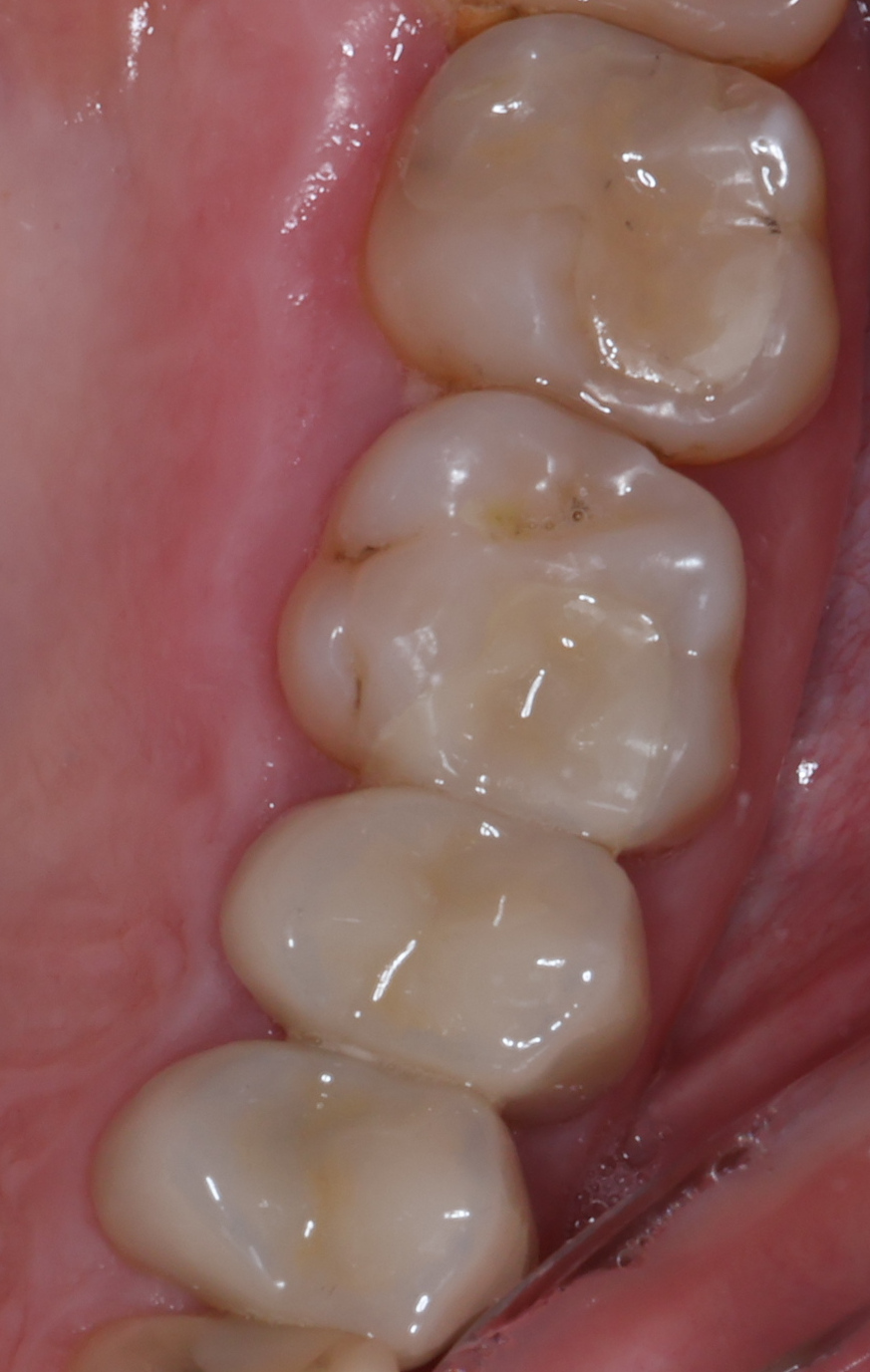
Inlays und Kronen aus Lithiumdisilicat